# Азбучна синтагма
„Сборникът по азбучен ред на всички въпроси, съдържащи се в свещените и божествени канони“, известен под името „Азбучна синтагма“ (на средногръцки: Σύνταγμα κατὰ στοιχεῖον; на латински: Syntagma alphabeticum) е средногръцки речник на църковното право, съставен от византийския канонист Матей Властар в 1335 година в Солун, Византийската империя.
Сборникът е сред основните източници на църковното право в Православната църква.

## Описание
Сборникът се състои от 24 раздела по броя букви в гръцката азбука, от където идва и името му Азбучна синтагма. В него са включени както нормите на църковното право, така и светски закони. При съставянето на синтагмата Матей Властар е имал за цел да изложи всички съществуващи канони на църквата, съборните определения на Вселенската патриаршия, указите на патриарха, както и различни закони на светската власт. Главите общо са 303. Матей Властар казва, че трудът му е:
| „     | съкратил и облекчил пътя, водещ към разбиране на правилата и е отнел предлога за отказ на онези, които не искат да се занимаят с изучаването им. | “ |
| [ 1 ] | |   |

В предговора има кратък обзор на източниците на църковното и светското право, започващ от древноримския период. Матей Властар често почти буквально повтаря тълкуванията на Йоан Зонара (около 1100 - 1160) и Теодор Валсамон (1169 - 1177), без да дава препратки към тях, тъй като синтагмата е практическо ръководство. Някои текстове за светското право са от „Прохирон“ на император Василий I Македонец (867 – 886).
В края на синтагмата има съкратено изложение на „Покайния номоканон“ на патриарх Йоан IV Постник, каноничните отговори на митрополит Никита Ираклийски до епископ Константин, правилата на Никифор I Константинополски, каноническите отговори до драчкия епископ Константин Кавасила, приписвани на епископ Йоан Китроски, каталога на чиновете на Вселенската църква, списък на архиерейските катедри на Вселенската патриаршия и списък на латинските термини, употребявани без превод във византийските юридически източници.
В труда си Матей Властар е дал точно описание на йерархията на правовите норми в зависимост от техния източник. Ако по даден проблем няма писан закон, трябва да се спазва обичаят и свързаната практика. Ако няма обичай, трябва да се следва най-близкият закон. Ако няма сходен закон, трябва да се вземе мнението на мъдрите, стига то да е изказано от мнозина от тях. Така йерархията на нормата е следната: Божествената воля, първоизточник на църковното право, писан закон, обичай и съдебен прецедент, аналогия със съществуващ закон, мнения на авторитетни канонисти.

## История
Синтагмата на Матей Властар е написана в 1335 година, като това е указал самият автор в предговора и в VII глава на буквата „π“. Отличителните качества на труда – удобство, яснота и пълнота, спомагат за широката му популярност в православния свят. Скоро след издаването си синтагмата става най-употребяваното ръководство по църковно право в Православната църква, сравнимо с Шестокнижието на Константин Арменонул, като дори има преимущество пред номоканона на патриарх Фотий I Константинополски. Преведена е в 1346 година на славянски по инициатива на цар Стефан Душан и патриарх Йоаникий II Сръбски, като почти едновременно се появява и съкратена редакция. В Сърбия синтагмата обикновено се преписва заедно с Душановия законник, който е ръководство по светско право. От Сърбия в същия XIV век синтагмата се разпространява и в Българската църква, а оттам във Влашко и Молдова. В 1466 година славянски списък на синтагмата е направен и за Охридската архиепископия. При славянските преводи, разпределението на каноните по отдели в зависимост от предмена не съответва на кирилицата.
В 1498 година е преведена на новогръцки език. В Русия реформите от 1549 – 1558 година карат цар Иван IV Грозни да се обърне към синтагмата. Поради липса на славянски превод в страната, Иван Грозни се обръща към молдовския владетел княз Александър III Лъпушняну, който поръчва превод на епископ Макарий Романски. Макарий работи върху превода от 1556 до 1560 г. Преводът му попада в Лвовския манастир „Свети Онуфрий Велики“ и не влиза в обращение. Днес се пази във фонда на манастира в Библиотеката на Украинската академия на науките в Лвов. Преводът на славянски език в Русия е направен в края на XVII век с благословията на патриарх Адриан Московски от монаха в Чудовския манастир Евфимий. Първият превод на руски език е дело на дякон Василий Сергиевски в 1783 – 1794 година. Нов превод е направен от отец Николай Илински в 1889 година по поръка на архиепископ Алексий Литовски и Вилненски, който помага и за отпечатването му.

## Издания
- В оригинал:
  - „Азбучната синтагма“ на Матей Властар в шестия том на „Атинската синтагма“ на основата на 3 парижки, 4 виенски и 2 атински гръцки списъка Том 6[неработеща препратка];
- Руски превод:
  - „Азбучната синтагма“ на Матей Властар Архив на оригинала от 2016-02-06 в Wayback Machine.
  - Властарь, Матфей, перевод: Ильинский, Николай Ильич. Алфавитная синтагма.   Москва, 1996. Архив на оригинала от 2017-04-03 в Wayback Machine.